# Karnismus

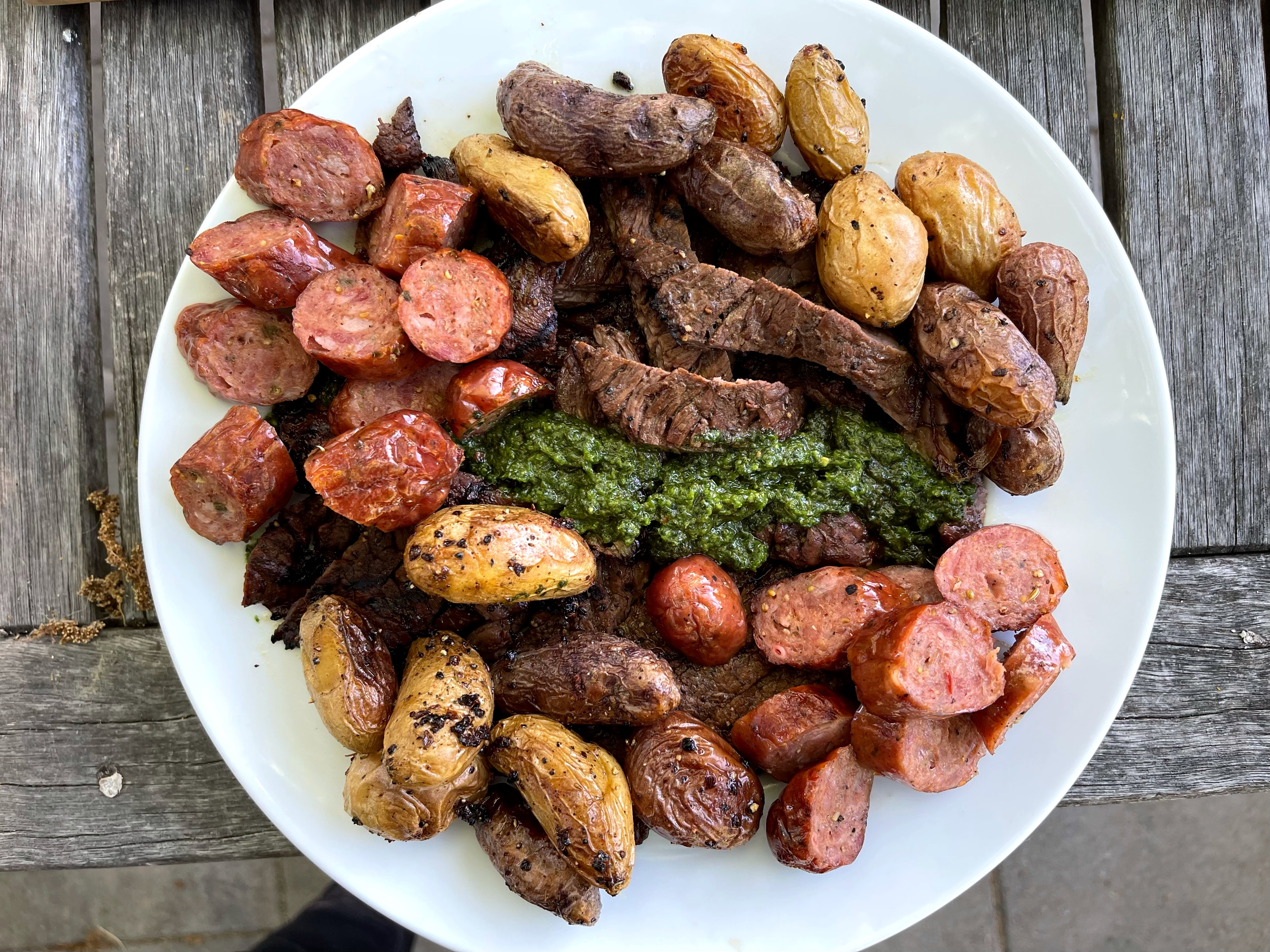
Fleischhaltiges Essen

Karnismus (von englisch carnism zu lateinisch caro [Gen. carnis] „Fleisch“) beschreibt gemäß der Sozialpsychologin und veganen Aktivistin Melanie Joy eine Ideologie, wonach der Verzehr bestimmter Tierarten als ethisch vertretbar und angemessen betrachtet wird. Der Begriff wurde von ihr 2001 als Gegenstück zum Veganismus erdacht.

## Hintergrund
Ausgangspunkt der Argumentation ist die Annahme, dass die meisten Menschen auf der Welt Fleisch nicht essen, weil sie es müssen, sondern weil sie sich dafür entscheiden, und dass diese Entscheidung auf Überzeugungen über Tiere, die Welt und sich selbst zurückgeht. Dass die Entscheidung nicht als solche wahrgenommen wird, wird mit der Unsichtbarkeit des Karnismus erklärt.

“Carnism is the invisible belief system, or ideology, that conditions people to eat certain animals. Carnism is essentially the opposite of veganism, as ‘carn’ means ‘flesh’ or ‘of the flesh’ and ‘ism’ refers to a belief system.”

„Karnismus ist das unsichtbare Glaubenssystem (oder die Ideologie), das Menschen darauf konditioniert, bestimmte Tierarten zu essen. Karnismus ist das Gegenteil von Veganismus, denn ‚Karn‘ bedeutet ‚Fleisch‘ oder ‚aus Fleisch‘ und ‚ismus‘ verweist auf ein Glaubenssystem.“

Der Begriff Karnismus soll sichtbar machen, dass Fleischessen wie Vegetarismus und Veganismus ebenfalls auf einem Glaubenssystem basiert und nicht nur von der biologischen Beschaffenheit des Menschen (Karnivor oder omnivor) abhängt.
Ein zentraler Bestandteil des Glaubenssystems ist dieser Annahme zufolge, dass Fleischessen als „natürlich, normal und notwendig“ (englisch natural, normal and necessary) angesehen wird. Laut Joy wird Karnismus von einigen Abwehrmechanismen und oft unhinterfragten Annahmen gestützt.
Weitere Bestandteile sind die Kategorisierung von einigen wenigen Spezies als essbar und die Akzeptanz von gewissen Haltungs- und Nutzungsformen nur gegenüber diesen Spezies. Demnach ist es gesellschaftsabhängig, welcher Kategorie bestimmte Tierarten zugeordnet und wie sie dementsprechend behandelt werden.
Ein anderer Aspekt ist als das Fleisch-Paradoxon bekannt. Die meisten Menschen wollen laut Joy nicht, dass Tieren Leid zugefügt wird, bevorzugen aber eine fleischhaltige Ernährung, die nicht ohne Tierleid auskommt.

## Begriffsursprung
In den 1970er Jahren wurde die traditionelle Sicht auf die moralische Stellung von Tieren von Tierrechtsbefürwortern in Frage gestellt. Unter ihnen war auch der Psychologe Richard Ryder, der 1971 den Begriff Speziesismus prägte. Dieser definiert die Zuschreibung von Werten und Rechten eines Individuums lediglich auf Grundlage seiner Spezieszugehörigkeit.
2001 prägte die Psychologin und Tierrechtsbefürworterin Melanie Joy den Begriff Karnismus als ein System, welches den Gebrauch von Tieren als Nahrungsmittel stützt, besonders das Töten zur Fleischgewinnung. Während „Speziesismus“ die Diskriminierung von Individuen aufgrund ihrer Artzugehörigkeit meint, beschreibt „Karnismus“ ein gesellschaftliches System, das als Rahmen derartige Diskriminierungen und damit verbundene Handlungen nicht nur ermöglicht, sondern als Normalität darstellt und mittels bestimmter Strategien erhält, die Joy benennt und analysiert. Joy vergleicht Karnismus mit dem Patriarchat, da es sich bei beiden um dominante, normative Glaubenssysteme handele, welche aufgrund ihrer Allgegenwärtigkeit unerkannt blieben.

## Merkmale

### Rechtfertigung
Von Joy stammt auch die Idee der „Drei Ns der Rechtfertigung“. Mit diesen beschreibt sie das Phänomen, dass Fleischesser den Verzehr von Fleisch häufig als „normal, natürlich und notwendig“ ansehen würden. Andere Psychologen fügen dem noch „nice“ hinzu, das sich in diesem Fall etwa mit „lecker“ übersetzen lässt. Sie argumentiert, dass sich Menschen in der Vergangenheit auf dieselben „Drei Ns“ beriefen, um andere Ideologien zu rechtfertigen, so z. B. das Patriarchat. Weithin als problematisch anerkannt würden die „Drei Ns“ immer erst, nachdem eine Ideologie als solche enttarnt worden sei.
Dieses Argument behauptet, dass Menschen darauf konditioniert werden, davon auszugehen, dass sie sich per se zu Fleischessern entwickelt hätten, dass von ihnen erwartet werde Fleisch zu essen und dass sie Fleisch bräuchten, um gesund zu bleiben und zu überleben. Gesellschaftliche Institutionen wie Religion, Familie und Medien würden diese Annahmen stützen. So bestehe etwa die weit verbreitete Annahme, dass Fleisch unbedingt als Proteinlieferant benötigt werde, obwohl Studien zeigen würden, dass man seinen Bedarf auch ohne decken könne.
Aufbauend auf Joys Arbeit wurden eine Reihe von psychologischen Studien in Australien und den USA durchgeführt. Diesen zufolge rechtfertigt die große Mehrheit der Menschen ihren Fleischkonsum durch „4 Ns“ – „natürlich, normal, notwendig und lecker (im Englischen nice)“. Die zugehörigen Argumente sind, dass Menschen Omnivoren (Allesesser) seien (natürlich), dass die meisten Menschen Fleisch äßen (normal), dass die vegetarische Ernährung einen Nährstoffmangel nach sich ziehe (notwendig) und dass Fleisch schmecke (lecker bzw. nice).
Die Studienteilnehmer, die diese Argumente befürworteten, wiesen außerdem ein weniger schlechtes Gewissen bezüglich ihrer Ernährungsform auf. Sie tendierten dazu Tiere zu objektivieren, hatten ein geringeres moralisches Interesse an ihnen und sprachen ihnen weniger Bewusstsein zu. Außerdem standen sie sozialer Ungleichheit und hierarchischen Strukturen weniger kritisch gegenüber und wiesen weniger Stolz bezüglich ihres Konsumverhaltens auf.
Die „4 Ns“ stellten philosophische Fehlargumente dar:
- Dass Fleischkonsum „natürlich“ ist, stellt ein argumentum ad naturam dar.[15]
- Dass Fleischkonsum „normal“ ist, stellt ein argumentum ad populum dar.[15]
- Wenn Fleischkonsum aus historischer Betrachtung als „natürlich“ oder „normal“ begründet wird, ist es zudem ein argumentum ad antiquitatem.[15]
- Dass Fleischkonsum „notwendig“ ist, stellt ein argumentum ad ignorantiam dar.
- Dass Fleisch gut schmeckt, d. h. „nett“ oder „nice“ ist, stellt ein argumentum ad passiones dar.

### Kategorisierung
Ein zentrales Merkmal des Karnismus ist die Kategorisierung von Tieren als essbar, nicht essbar, Haustier, Ungeziefer, Raubtier oder Unterhaltungstier. Entsprechend menschlicher Schemata, mentaler Klassifizierungen, die unseren Glauben und unsere Wünsche stützen und von ihnen gestützt werden. Es gibt gravierende kulturelle Unterschiede dahingehend, welche Tiere als Nahrung angesehen werden und welche nicht. Hunde werden in China, Thailand, Vietnam, Kambodscha und Süd-Korea gegessen, während sie in anderen Kulturen als Familienmitglied gelten oder im mittleren Osten und in manchen Teilen Indiens als unsauber bezeichnet werden. Kühe werden im Westen gegessen, aber in Indien verehrt. Schweine werden von Juden und Muslimen verschmäht, aber in vielen anderen Kulturkreisen als Nahrung betrachtet. Joy und andere Psychologen argumentieren, dass diese Taxonomien festlegen, wie die Tiere behandelt werden, dass sie die subjektive Wahrnehmung von ihrem Empfindungsvermögen und ihrer Intelligenz beeinflussen und dass sie die Empathie und moralische Sorge für und um sie reduzieren oder erhöhen.

### Das Fleisch-Paradoxon

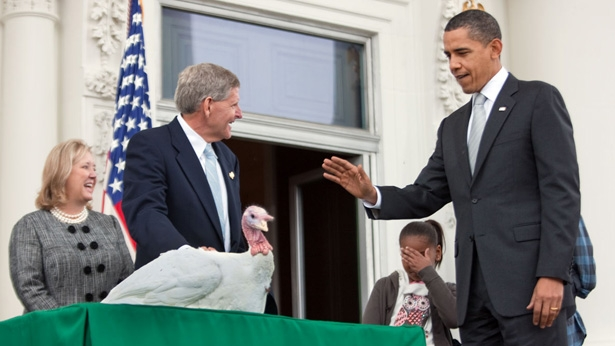
Traditionelle Begnadigung eines Truthahns an Thanksgiving durch den Präsidenten der Vereinigten Staaten (National Thanksgiving Turkey Presentation)

Ein weiteres zentrales Merkmal ist die Spannung zwischen dem Wunsch der meisten Menschen, Tieren nicht zu schaden und der Entscheidung für eine Ernährungsweise, die Tieren Schaden zufügt. Dies ist bekannt als das Fleisch-Paradoxon. Psychologen gehen davon aus, dass dieser Konflikt zwischen Wertvorstellungen und Verhalten zu kognitiver Dissonanz führt, welche Fleischesser auf verschiedene Weisen versuchen abzuschwächen. So stellten etwa Bastian Brock et al. fest, dass Fleischesser sich die Praxis des Fleischessens erleichtern, indem sie den Tieren, die sie essen, nur im geringen Maß Intelligenz, emotionales Erleben und einen moralischen Wert zusprechen. Psychologen behaupten, dass Fleischesser die kognitive Dissonanz reduzieren, indem sie ihre Wahrnehmung von Tieren als bewusste, schmerzempfindliche und leidensfähige Lebewesen minimieren, vor allem bezüglich der Tiere, die sie als Nahrungsmittel betrachten. Dies ist eine psychologisch wirksame Strategie, denn Organismen, denen ein geringeres Schmerzempfinden zugeschrieben wird, gelten demzufolge auch als moralisch weniger schützenswert und ihre Nutzung als Nahrungsmittel wird stärker akzeptiert.
2010 forderte eine Studie Universitätsstudenten dazu auf, entweder Beef Jerky oder Cashewkerne zu essen und anschließend den moralischen Wert und die kognitiven Fähigkeiten von einer Reihe von Tieren zu beurteilen. Verglichen mit den Studenten, die Cashewkerne aßen, maßen die Studenten, die Fleisch gegessen hatten, den Tieren weniger moralischen Wert zu und sprachen Kühen die Fähigkeit ab, einen mentalen Zustand zu erreichen, der auch die Fähigkeit zu leiden beinhaltet.
In einer weiteren Studie wurde 2011 festgestellt, dass die meisten Menschen es für angebrachter hielten, Tiere zum Verzehr zu töten, wenn sie davon ausgingen, dass diese geringere mentale Fähigkeiten haben. Umgekehrt sprachen die Studienteilnehmer Tieren geringere mentale Fähigkeiten zu, wenn ihnen gesagt wurde, dass diese Tiere gegessen werden. Eine andere Studie kam zu dem Schluss, dass Menschen, die eine Beschreibung von einem exotischen Tier lasen, dieses als weniger sympathisch und leidensfähig einstuften, wenn ihnen gesagt wurde, dass das Tier in der Region gegessen werde.
Eine weitere Strategie, mit dem inneren Konflikt umzugehen, ist es, Überlegungen zur Herkunft und Herstellung von tierischen Produkten auszublenden. Joy argumentiert, dass dies der Grund dafür sei, dass Fleischgerichte nur selten mit dem Kopf der Tiere oder anderen intakten Körperteilen serviert würden.